# روبوتان
روبوتان هو مسلسل أنمي ياباني عرض لأول مرة في 4 أكتوبر 1966 واستمر عرضه حتى 27 سبتمبر 1968، وعدد حلقاته 104، والطبعة الثانية عُرضتْ في 6 يناير 1986 إلى 20 سبتمبر 1986، وهي التي تم دبلجتها.

## روابط خارجية
- روبوتان على موقع ANN anime (الإنجليزية)